# Oriini Kaipara
Oriini Kaipara (ur. 25 października 1983 w Whakatane) – nowozelandzka prezenterka telewizyjna, dziennikarka oraz tłumaczka języka maoryskiego, pochodząca także z maoryskiego plemienia. W 2019 roku wytatuowała sobie na brodzie i ustach tradycyjne maoryskie wzory – "moko kauae".

## Życiorys
Kaipara urodziła się w Whakatane, w 1983 roku. Pochodzi z plemienia – Iwi, które znajduje się w Ngāi Tūhoe, Ngāti Awa, Ngāti Tūwharetoa i Ngāti Rangitihi. 
Jest córką Shirley Te Pou i Edwarda Kaipara. Jej rodzice rozstali się, kiedy Kaipara była jeszcze dzieckiem. Jej imię – Oriini wybrał jej dziadek od strony ojca – Wī Keepa Kaipara, który pochodził z Ngāti Tūwharetoa. 
Kaipara uczęszczała do szkoły Kura kaupapa Māori, która oferuje naukę języka maoryskiego (kura) w Nowej Zelandii. W 2002 roku kształciła się w "South Seas Film & Television School".

### Kariera
W listopadzie 2019 roku była pierwszą osobą z plemienia maoryskiego, która prezentowała główne wiadomości telewizyjne w programie 1News należącym do TVNZ.
W maju 2021 roku przeszła do "Three" i zaczęła pracować w programie "Newshub Live".
W lutym 2022 roku Kaipara dołączyła do Simona Shepherda jako współprowadząca cotygodniowego programu politycznego "Newshub Nation" w stacji "Three".
W tym samym roku Kaipara zagrała role Akiu w filmie "We Are Still Here" i Hine w "Muru". Prowadziła również wiadomości w AM, była gościem The Project i gospodarzem "Cyberworld".

## Życie prywatne
Kaipara mieszka w West Auckland i ma czwórkę dzieci.

## Tatuaż "moko kauae"
W tradycji kobiet Māori jest on symbolem osobistej transformacji zachodzącym w kobiecie, w procesie dojrzewania. Tatuaże w kulturze Māori są również oznaką dziedzictwa i statusu społecznego.
W 2019 roku Kaipara wytatuowała sobie tatuaż na brodzie i ustach, po tym, jak w 2017 roku zrobiła sobie test DNA, który potwierdził, że Kaipara jest pochodzenia maoryskiego.